# Cusco (departement)

Regionens läge i Peru

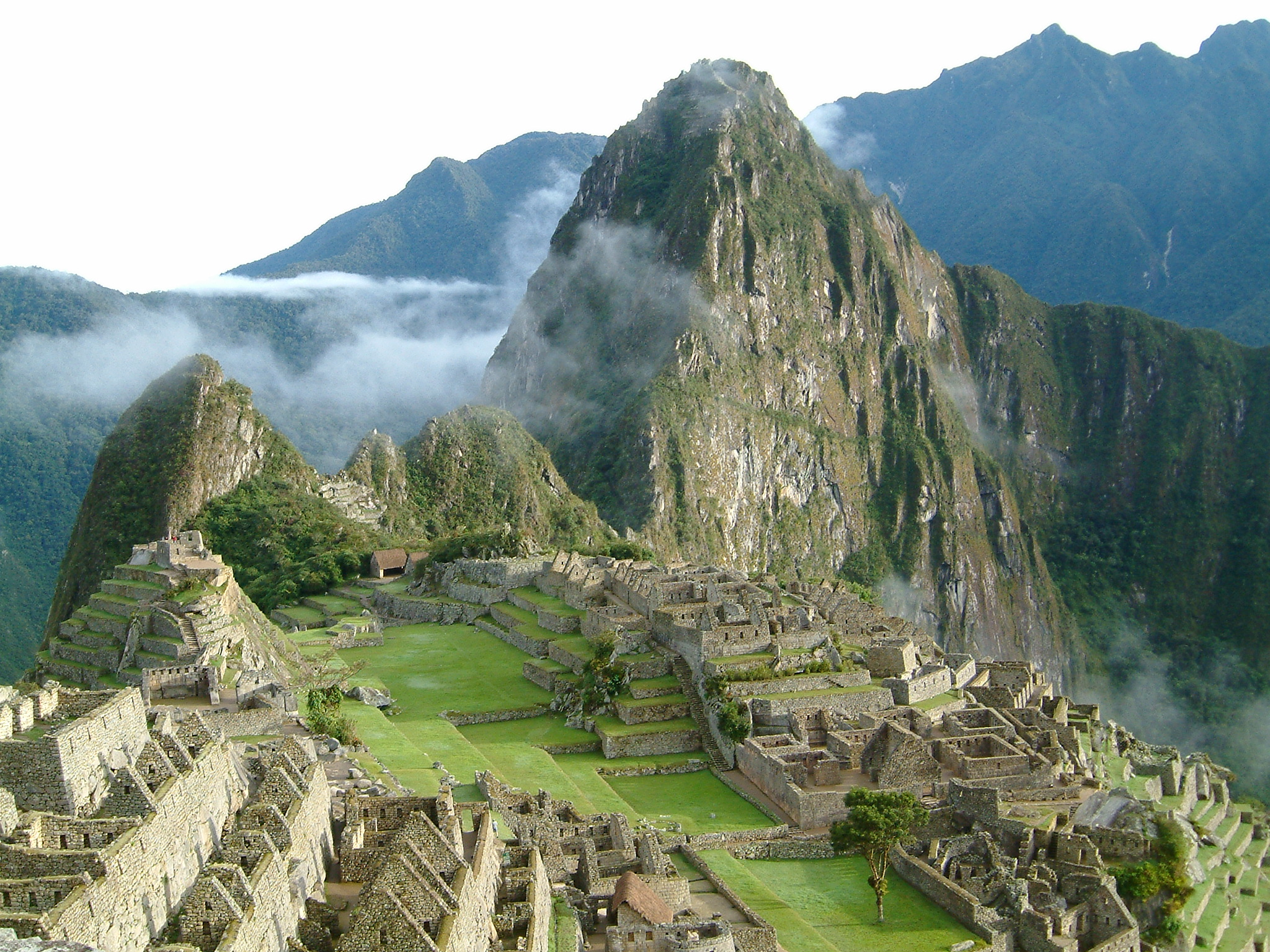
Machu Picchu

Cusco (spanska: Departamento del Cusco, quechua: Qusqu suyu) är ett av 24 departement i Peru. Cusco hade 1 205 527 invånare (2017). Med 71 986 km² yta är det det fjärde största departementet, efter Loreto, Ucayali och Madre de Dios.

## Geografi
Cusco är beläget i sydöstra delen av landet, med huvudstad i den homonyma staden Cusco. Departementet Cusco gränsar i norr med departementen Junín och Ucayali, i öster med Madre de Dios, i sydost med Puno, i söder till Arequipa och i väster till Apurímac och Ayacucho. 
Territoriet inkluderar i den centrala och södra delen en del av Anderna och i dess norra del lågt belägna områden som täcks av Amazonas regnskog. I detta område återfinns de första andinska civilisationerna med inflytande från Huari och Tiahuanaco. Det är också Tahuantinsuyos vagga och platsen för motståndet av de sista inkorna i Vilcabamba efter erövringen av Peru. Det är i detta departement, på haciendan Marcahuasi i Mollepata, som under 1500-talet odlades den första vinstocken på den amerikanska kontinenten och den första piscon producerades. De huvudsakliga jordbruksprodukterna är majs, korn, quinoa, te och kaffe. Inom gruvdriften märks främst guld och i energi gas.

## Historik
Omkring 2000 f.Kr. växte Marcavalle-kulturen fram, förknippad med de första bevisen på jordbruk i detta område. Senare, mellan år 500 f.Kr. och 500 e.Kr. Sedan trängde kulturerna Pacallamoco och Huaru (Waru) in, sedan kom kulturerna Wari-lucre och Killke. Slutligen ockuperades området av Huaririket.
Inkakulturen hade sin höjdpunkt efter att ha besegrat Chancas omkring 1438 och från det ögonblicket började en process av underkuvande och absorption av de etniska grupperna och folken som gränsade till Cusco. Den maximala expansionen skedde under Huayna Cápac (1493-1525).
Tahuantinsuyo kom att sträcka sig över Peru, Ecuador, och vissa områden i Colombia, Bolivia, Chile och Argentina. Det lämnade stora arkitektoniska konstruktioner i dalen Urubamba.
Inkakulturens identitet i Cusco absorberades av en sammansmältning av kulturer vid ankomsten av spanjorerna, den 15 november 1533 i samband med striden mellan Huáscar, efterträdaren till Huayna Cápac, och hans halvbror Atahualpa, som slutade med att Atahualpa lät avrätta Huáscar. Spanjorerna erövrade Cusco med stöd av flera etniska grupper som hade varit inkavasaller. År 1536 började Manco Inca ett krig mot spanjorerna och de inhemska etniska grupperna som stödde dem, vilket fortsatte med revolten ledd av Túpac Amaru I.
Under 1700-talet skulle Túpac Amaru II börja den så kallade Stora revolten, som slogs ner av vicekungens trupper, organiserade i Lima med stöd av inhemska hövdingar från Chinchero och omgivande regioner. Mellan 1814 och 1815 påbörjade Mateo Pumacahua en annan revolt, efter att tidigare ha bekämpat Túpac Amaru II. Under den vicekungadömet upplevde Cusco en lång period av fred och tillväxt, och fick stöd och direkta investeringar från myndigheterna för den urbana, arkitektoniska, jordbruks-, hälso-, kultur- och infrastrukturutvecklingen som åtföljde förvaltningen.
Mot början av republiken tillväxte Cusco som den ekonomiska axeln i den södra andinska regionen i Peru. Sedan tidigt 1900-tal har Cusco varit ansluten till kusten med järnväg och 1911 avtäcktes Machu Picchu. För närvarande utmärker sig departementet för att vara ett viktigt turist- och energicentrum i Peru.

## Administrativ indelning
Departementet är indelat i 13 provinser och 108 distrikt. Folkmängden anges enligt senaste folkräkningen 2017.
Provinserna är, med huvudorterna inom parentes:
| Provinser i departementet Cusco | Provinser i departementet Cusco | Provinser i departementet Cusco |
| ------------------------------- | ------------------------------- | ------------------------------- |
| Provins                         | Centralort                      | Folkmängd 2017                  |
| Cusco                           | Cusco                           | 447 588                         |
| Acomayo                         | Acomayo                         | 22 940                          |
| Anta                            | Anta                            | 56 206                          |
| Calca                           | Calca                           | 63 155                          |
| Canas                           | Yanaoca                         | 32 484                          |
| Canchis                         | Sicuani                         | 95 774                          |
| Chumbivilcas                    | Santo Tomás                     | 66 410                          |
| Espinar                         | Yauri                           | 57 582                          |
| La Convención                   | Quillabamba                     | 147 148                         |
| Paruro                          | Paruro                          | 25 567                          |
| Paucartambo                     | Paucartambo                     | 42 504                          |
| Quispicanchi                    | Urcos                           | 87 430                          |
| Urubamba                        | Urubamba                        | 60 739                          |
| Total                           | Total                           | 1 205 527                       |